# Манчестер (Мічиган)
Манчестер (англ. Manchester) — селище (англ. village) в США, в окрузі Воштено штату Мічиган. Населення — 2037 осіб (2020).

## Географія
Манчестер розташований за координатами 42°8′54″ пн. ш. 84°2′5″ зх. д. / 42.14833° пн. ш. 84.03472° зх. д. (42.148292, -84.034633).  За даними Бюро перепису населення США в 2010 році селище мало площу 5,80 км², з яких 5,49 км² — суходіл та 0,31 км² — водойми.

## Демографія
Згідно з переписом 2010 року, у селищі мешкала 2091 особа в 938 домогосподарствах у складі 570 родин. Густота населення становила 360 осіб/км².  Було 1029 помешкань (177/км²).
Расовий склад населення:
| - 98,2 % — білих - 0,3 % — чорних або афроамериканців - 0,3 % — азіатів - 0,2 % — корінних американців |

До двох чи більше рас належало 0,8 %. Частка іспаномовних становила 1,6 % від усіх жителів.
За віковим діапазоном населення розподілялося таким чином: 23,3 % — особи молодші 18 років, 61,5 % — особи у віці 18—64 років, 15,2 % — особи у віці 65 років та старші. Медіана віку мешканця становила 41,3 року. На 100 осіб жіночої статі у селищі припадало 88,2 чоловіків;  на 100 жінок у віці від 18 років та старших — 82,3 чоловіків також старших 18 років.
Середній дохід на одне домашнє господарство  становив 61 605 доларів США (медіана — 46 739), а середній дохід на одну сім'ю — 73 354 долари (медіана — 66 875). Медіана доходів становила 59 250 доларів для чоловіків та 40 402 долари для жінок. За межею бідності перебувало 14,3 % осіб, у тому числі 21,5 % дітей у віці до 18 років та 3,0 % осіб у віці 65 років та старших.
Цивільне працевлаштоване населення становило 916 осіб. Основні галузі зайнятості: освіта, охорона здоров'я та соціальна допомога — 25,1 %, мистецтво, розваги та відпочинок — 15,2 %, роздрібна торгівля — 12,3 %, науковці, спеціалісти, менеджери — 10,2 %.